# Microbrenthorrhinus martinezi
Microbrenthorrhinus martinezi is een keversoort uit de familie bastaardsnuitkevers (Nemonychidae). De wetenschappelijke naam van de soort werd in 2000 gepubliceerd door Gratshev & Zherikhin.